# دیوید بیرستو
دیوید بیرستو (انگلیسی: David Bairstow; ۱ september ۱۹۵۱ – ۵ ژانویه ۱۹۹۸ (۴۶ ساله)) بازیکن کریکت، و بازیکن فوتبال اهل بریتانیا بود.
از باشگاه‌هایی که در آن بازی کرده‌است می‌توان به باشگاه فوتبال برادفورد سیتی اشاره کرد.